# Farid Sagidullowitsch Jarullin

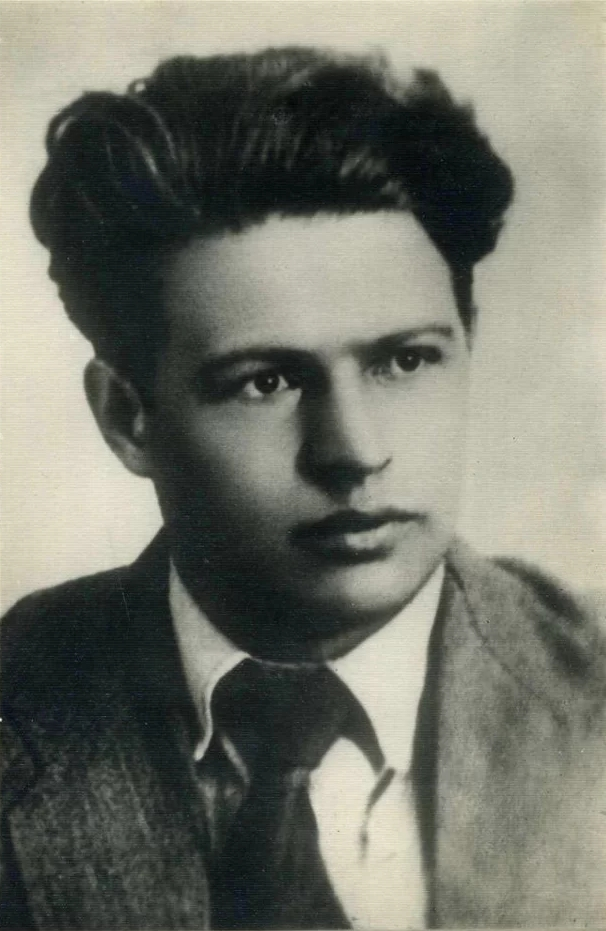
Farid Jarullin (1930er Jahre)

Farid Sagidullowitsch Jarullin (russisch Фарид Загидуллович Яру́ллин; geb. 1914; gest. 1943) war ein sowjetisch-tatarischer Komponist. Er komponierte das ‚erste tatarische Ballett‘, Şüräle (Schurale) nach dem Gedicht des tatarischen Volksdichters Gabdulla Tukaj.

## Leben und Werk
Farid Jarullin wurde 1914 geboren. Sein Vater Sagidulla Jarullin, bei dem er seinen ersten Unterricht erhielt, war ein berühmter Musiker, Lehrer, Pianist und Komponist. Er studierte dann in Kasan Musik, zunächst Cello, dann Klavier, wobei er auch im Radio spielte. Später wechselte er nach Moskau, wo er am Konservatorium Komposition studierte. Anschließend studierte er am gerade eröffneten Tatarischen Opernstudio.
Zu den Werken von Farid Jarullin gehören Kammermusik, Romanzen, Lieder und Bearbeitungen von Volksmusik.
Auf der Grundlage der Geschichte des Gedichts Schurale des tatarischen Dichters Gabdulla Tukaj (1886–1913) wurde von ihm das Ballett Schurale geschaffen.
Die Uraufführung von Schurale fand am 12. März 1945 in Kasan statt (orchestriert von Favi Vitachek), und seit 1950 stand das Ballett in der Orchesterfassung von Wladimir Wlassow und Wladimir Fere viele Jahre mit großem Erfolg auf der Bühne des Kirow-Theaters (Mariinski-Theater) in Leningrad (St.-Petersburg). Das Ballett ist auch im Ausland bekannt. Für die Musik zu Schurale wurde er posthum mit dem Gabdulla-Tukaj-Staatspreis der TASSR ausgezeichnet. Das Libretto wurde von dem Tukaj-Forscher und Lyriker Ahmet Faizi und dem Choreografen Leonid Jakobson geschrieben.
Farid Jarullin fiel 1943 im Alter von 29 Jahren im Zweiten Weltkrieg.

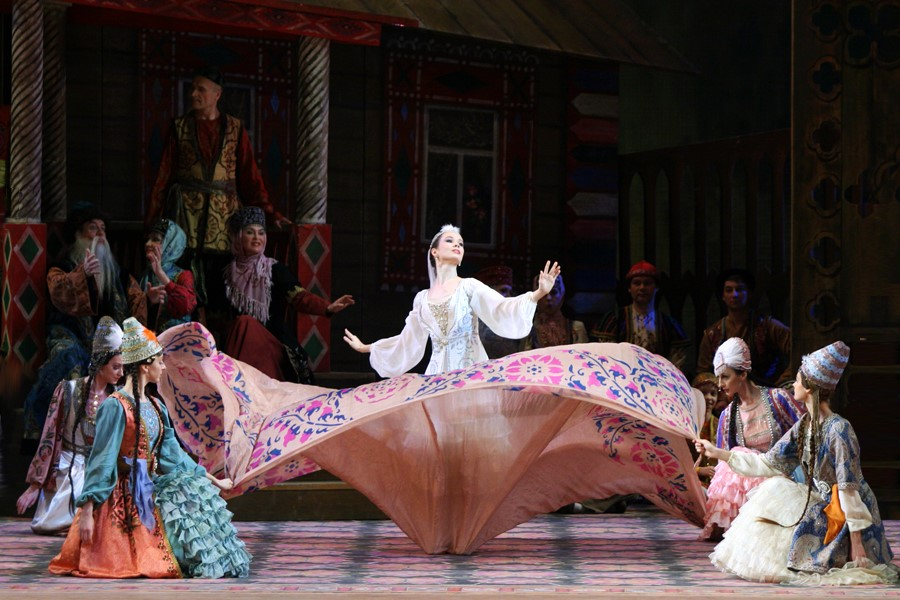
Schurale (Ballettaufführung im Mariinski-Theater)

## Werke
Zu seinen Werke zählen:
- Ballett „Schurale“ (Klavierauszug)[10]
- Sinfonie (erster Teil)
- Streichquartett
- Sonate für Cello und Klavier
- drei Stücke für Violine und Klavier
- einige Romanzen und Lieder